# Museu Civico d'Arte Antica

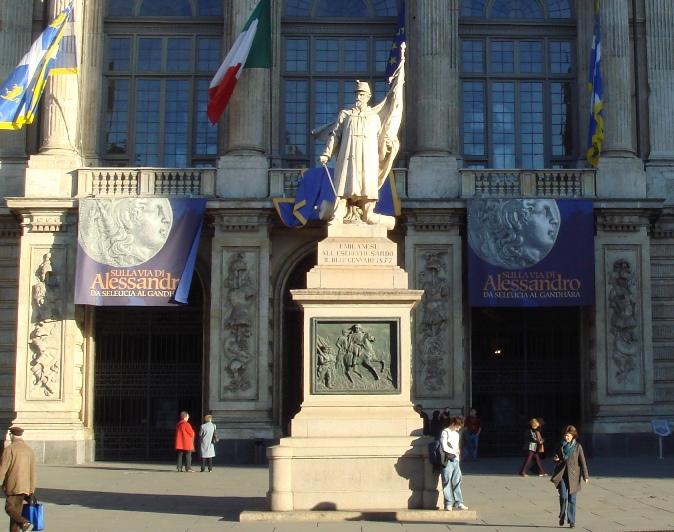
La façana del museu

El museu Civico d'Arte Antica (Museu d'Art Antic) es troba en el complex històric de Palazzo Madama i Casafort Acaja a la Piazza Castello, a Torí. Va ser reobert el 2006 després d'una revisió de l'estructura iniciada el 1988 per la Fondazione Torino Musei, en col·laboració amb la Fondazione CRT (Cassa di Risparmio di Torino). Allotja exposicions permanents i temporals d'art, principalment pintura del gòtic al barroc i làpides medievals.
Forma part de les seves col·leccions el frontal d'altar dedicat a la Mare de Déu procedent del monestir de Sant Cugat del Vallès. També s'hi conserven diverses obres del pintor del gòtic tardà Antoine de Lonhy que va realitzar diverses obres a Catalunya.